# 约亨·许曼
约亨·许曼（德語：Jochen Schümann，1954年6月8日—），德国男子帆船运动员。他曾代表东德、德国参加1976年、1980年、1988年、1992年、1996年和2000年夏季奥林匹克运动会帆船比赛，获得三枚金牌和一枚银牌。